# باشگاه فوتبال گرایس اتلتیک
باشگاه فوتبال گرایس اتلتیک (به انگلیسی: Grays Athletic Football Club) یک باشگاه فوتبال در شهر راش گرین، کشور انگلستان است که در سال ۱۸۹۰ میلادی تأسیس شده‌است.